# Glycinamide ribonucléotide
Le glycinamide ribonucléotide (GAR) est un ribonucléotide intermédiaire de la biosynthèse des purines et de l'inosine monophosphate (IMP).